# Błąd leksykalny
Błąd leksykalny – pojęcie z zakresu normatywistyki językowej, obejmujące m.in. niezamierzone użycie wyrazu w niewłaściwym znaczeniu (błąd semantyczny), zniekształcenie formy wyrazowej lub kolokacji, bądź też użycie słabo ugruntowanego wyrazu obcego zamiast jego rodzimego odpowiednika. Błędy polegające na użyciu leksyki niestosownej ze względu na kontekst klasyfikuje się zwykle jako błędy stylistyczne. Pod pojęcie błędów leksykalnych można też podłożyć błędy fonetyczne (związane z wymową).

## Rodzaje błędów leksykalnych
- błędy oparte na skojarzeniach brzmieniowych lub morfologicznych (np. mylenie znaczeń adoptować i adaptować)[3], zwane czasami malapropizmami[4][5]
- pleonazmy – polegające na niepotrzebnym powtórzeniu części znaczenia wyrazu (np. akwen wodny zamiast akwen)[3]
- wynikające ze zniekształcenia formy wyrazu (np. dywiacja zamiast dewiacja)[1]
- wynikające z naruszenia łączliwości wyrazów (np. wyrządzać straty zamiast powodować straty)[3]
- oparte na naruszeniu reguł słowotwórczych (np. głupość zamiast głupota)[6]
- semantyczne – wynikające z nienormatywnego rozumienia używanych słów (np. dywagacja jako ‘rozmyślanie’; zabezpieczyć jako ‘zapewnić’[1], pod wpływem j. ros.[7])
- polegające na zniekształceniu związków frazeologicznych (np. szukać przy świecy zamiast szukać ze świecą)[6]
- polegające na niewłaściwym zastosowaniu związku frazeologicznego (zmiana jego sensu lub ożywienie znaczenia dosłownego)[6]
- fonetyczne – wynikające z nienormatywnej wymowy wyrazu (np. mistrz wymawiane jako [miszcz] zamiast [mistsz])
- wynikające z użycia wyrazu obcego, spoza zasobu języka wypowiedzi (np. emerald zamiast szmaragd)[1]
- stylistyczne – np. niezamierzone użycie wyrazu wulgarnego w uroczystym przemówieniu[1]
- wynikające z ekspansji wyrazów pod wpływem mody językowej[3]